# Курманський район
Курманський район (крим. Qurman rayonı) — район в Україні, Автономна Республіка Крим. Адміністративний центр — селище Курман.
Утворений 7 вересня 2023 року з територій  Курманського та Первомайського районів.
За переписом 2001 року населення району становило 134 тисячі осіб.

## Ради і населені пункти
У районі 126 населених пунктів — 4 селища і 122 села, які входять до 37 рад — 3 селищних і 34 сільських.
Відповідно до Закону України «Про внесення змін до деяких законодавчих актів України щодо вирішення окремих питань адміністративно-територіального устрою Автономної Республіки Крим» до 7 жовтня 2023 року мають бути затверджені адміністративні центри та території територіальних громад району.